# ابزار قدرت (سیاست)
اینسترومنتتوم رگنی یا  ابزار قدرت (انگلیسی: Instrumentum regni) یک عبارت لاتین  است که احتمالاً از  تاسیتوس (تاریخ‌نگار) الهام گرفته شده است، که برای بیان استفاده از خرافات توسط دولت یا سیاست کلیسایی به عنوان وسیله‌ای برای کنترل توده‌ها یا به‌ویژه دستیابی به اهداف سیاسی و دنیوی ( قدرت دنیوی سریر مقدس) استفاده می‌شود.